# Llano Viejo
Llano Viejo är en ort i Mexiko.   Den ligger i kommunen Huautla de Jiménez och delstaten Oaxaca, i den sydöstra delen av landet, 280 km sydost om huvudstaden Mexico City. Llano Viejo ligger 1 762 meter över havet och antalet invånare är 115.
Terrängen runt Llano Viejo är kuperad åt sydväst, men åt nordost är den bergig. Runt Llano Viejo är det ganska glesbefolkat, med 36 invånare per kvadratkilometer. Närmaste större samhälle är Huautla de Jiménez, 2,7 km väster om Llano Viejo. I omgivningarna runt Llano Viejo växer i huvudsak städsegrön lövskog.